# Mandylion

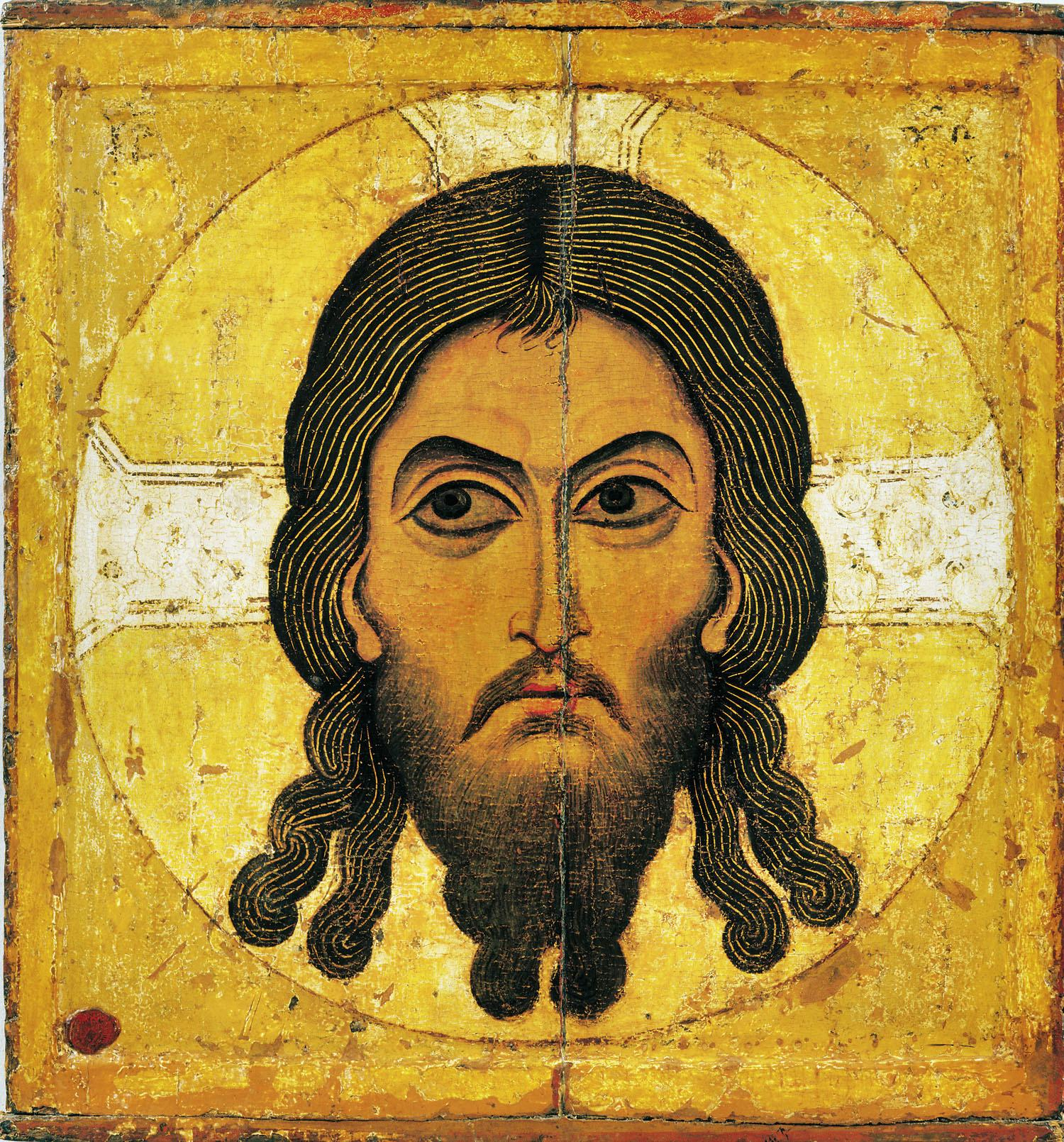
Ikonen Frälsaren inte gjord av händer från 1100-talet.

Mandylion (från sengrekiska: μανδύλιον, "handduk"), även kallad Edessabilden, avser en typ av motiv inom kristen konst som avbildar Jesu anlete på en tygduk.
Mandylion kallas även för Edessabilden eftersom den förbinds med en skrifttradition som har kung Abgar av den nordsyriska staden Edessa och dess kristnande i centrum. 

## Bilder

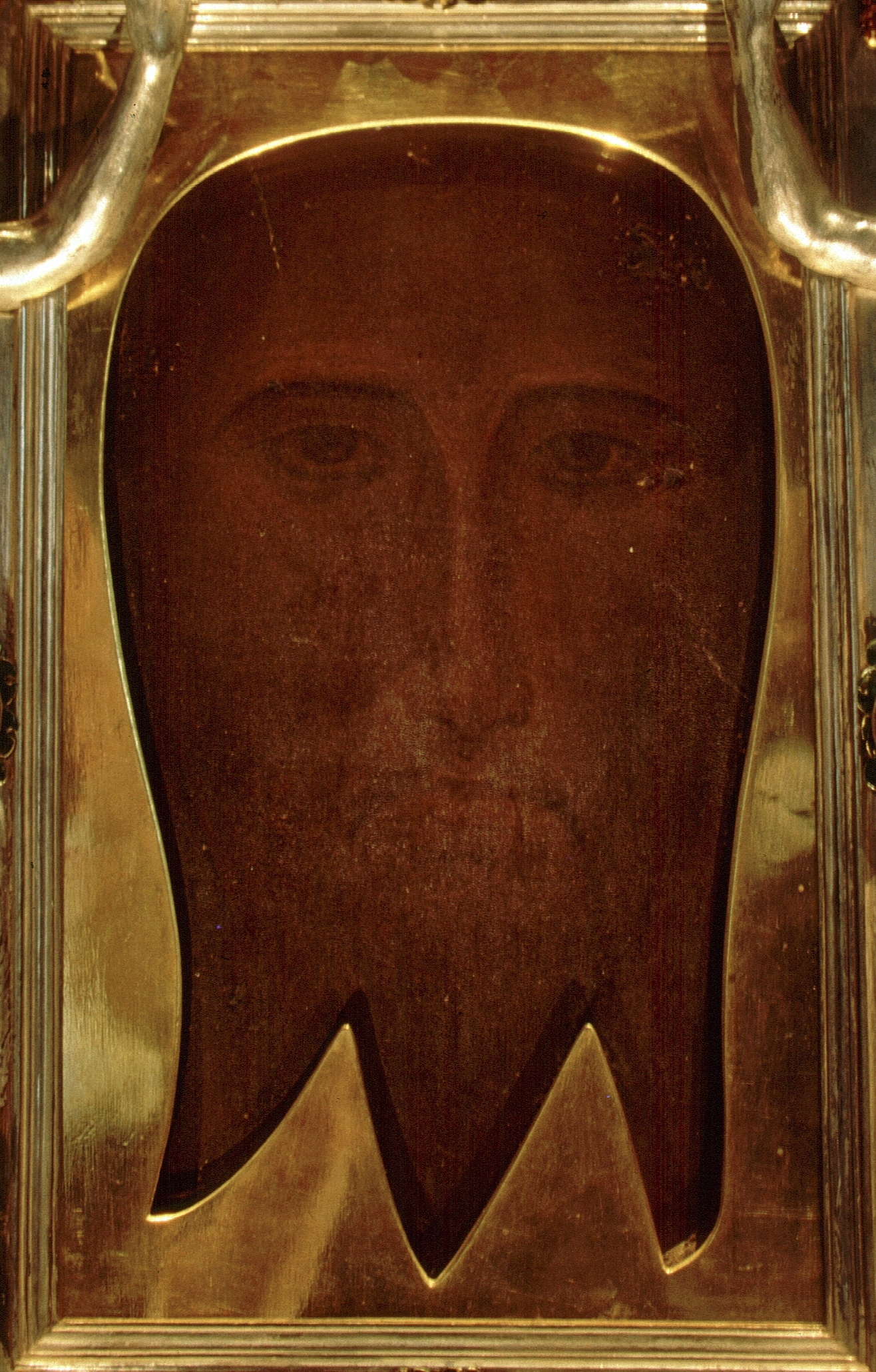
Mandylionbild i Vatikanstaten.
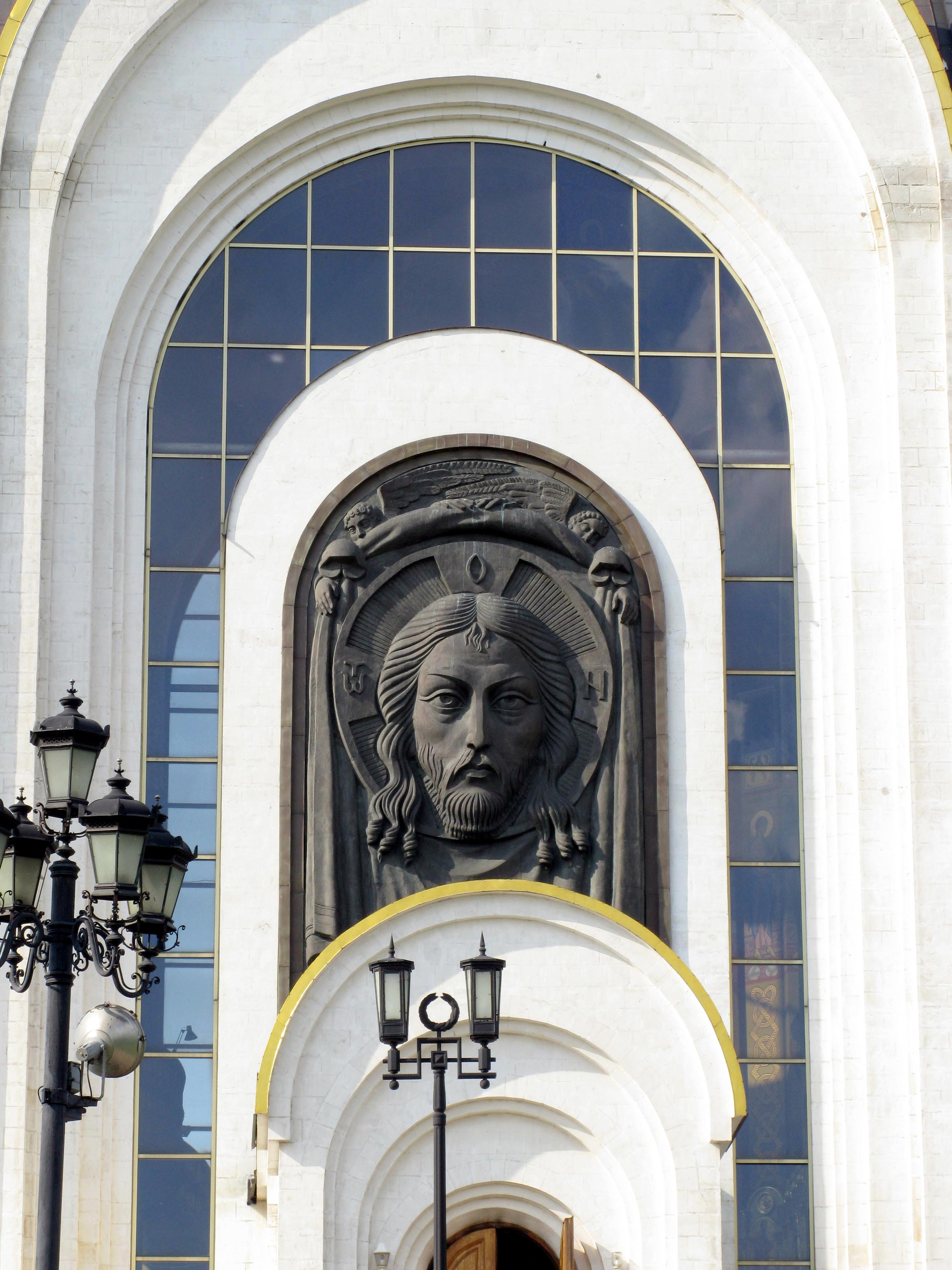
Mandylion vid ingången till Sankt Georg den segerrikes kyrka i Moskva, Ryssland.
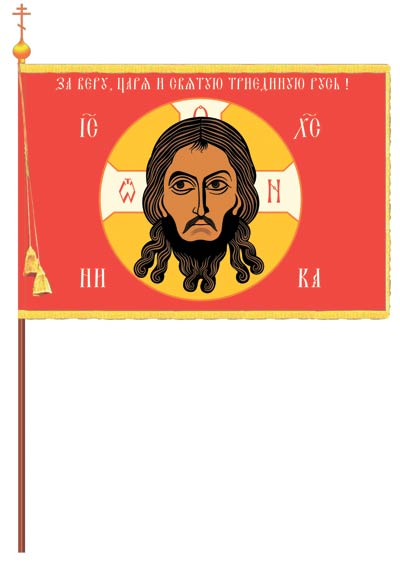
Mandylionflagga.